# Intimis
Intimis is een villa aan de Ferdinand Huycklaan 9 in Baarn in de provincie Utrecht.
Het is het oude zomerverblijf uit 1909 voor de familie Pierson uit Amsterdam. Het ontwerp is van N. Rigter en G. van Bronckhorst. De villa onderging verbouwingen in 1918, 1923, 1930 en 1971. De grootste verbouwing was eind jaren negentig toen de villa ruim tweemaal zo groot werd in opdracht van de nieuwe bewoner; mediamagnaat Joop van den Ende. Inmiddels heeft hij de villa weer verkocht (€13.000.000) aan familie de Heus.
Intimis is een langgerekt gebouw van twee verdiepingen hoog met een kap in de lengte, oorspronkelijk met vier topgevels. In 1916 werd de garage aan de rechterzijde bijgebouwd naar een ontwerp van B.J. van Klaarwater. In de jaren negentig volgde de uitbreiding, geheel in dezelfde stijl, met drie topgevels.